# مايكل توبنج
مايكل توبينغ (1747-1796) هو
كان رئيس مساحي البحرية في فورت سانت جورج في تشيناي (مدراس لاحقاً)، حيث كان مسؤولاً عن تأسيس أقدم المدارس الفنية الحديثة خارج أوروبا. اكتمل بناء مدرسة المسوحات (كلية هندسة الجندية) في 17 أيار (مايو) 1794، تخرّج منها في الدفعة الأولى ثمانية طلاب. عام 1858، أصبحت كلية الهندسة المدنية، ثم كلية الهندسة عام 1861.
كان توبينغ أيضاً أول مسّاح محترف بدوام كامل في الهند. حيث عمل على مسح البحار قبالة ساحل كورومانديل (الساحل الجنوبي الشرقي في الهند). أقنع توبينغ الفلكي وليام بيتري بإهداء معداته للحكومة، وإنشاء أول مرصد فلكي حديث في نونغامباكام. عيّنت شركة الهند الشرقية توبينغ فلكياً فيها. وتوفي عام 1796.